# Ryan Toby
Ryan Toby (né le 26 novembre 1978 à Willingboro (en), New Jersey) est un chanteur, producteur et parolier américain.
Il se fait connaître en participant au film Sister Act, acte 2 à l'âge de 15 ans, dans lequel il interprète l'un des jeunes membres du Chœur qui interprète Joyful, Joyful, et le fameux Oh Happy Day.
Ryan Toby a écrit des chansons pour de nombreux artistes parmi lesquels Mary J. Blige, Brian McKnight, Chris Brown, Ruben Studdard, New Edition, Lionel Richie, Will Smith, Bobby Brown, Dru Hill, Usher, Kevin Lyttle, Tyrese, Donell Jones, Joe...
En 2001 il monte le groupe City High (en), nommé aux Grammy Awards en 2003 pour What Would You Do? (en). Ryan Toby se marie le 14 octobre 2004 avec Claudette Ortiz (en), également membre de City High. Ils ont deux garçons ensemble, et divorcent en 2007.

## Albums
- Soul of a Songwriter, Interscope Records, 2006[1]

## Production discography
| Title                                        | Year | Artist(s)         | Album                                 | Songwriter  | Vocal producer | Producer    |
| -------------------------------------------- | ---- | ----------------- | ------------------------------------- | ----------- | -------------- | ----------- |
| "Joyful Joyful"                              | 1993 | Sister Act 2 Cast | Sister Act 2 Soundtrack               | Modèle:Tick |                |             |
| "Candy" (featuring Larry Blackmon and Cameo) | 1997 | Will Smith        | Big Willie Style                      | Modèle:Tick | Modèle:Tick    |             |
| "Don't Say Nothin'"                          | 1997 | Will Smith        | Big Willie Style                      | Modèle:Tick | Modèle:Tick    | Modèle:Tick |
| "Miami"                                      | 1997 | Will Smith        | Big Willie Style                      | Modèle:Tick | Modèle:Tick    |             |
| "I Loved You"                                | 1997 | Will Smith        | Big Willie Style                      | Modèle:Tick | Modèle:Tick    |             |
| "I Don't Want to Be a Hustler"               | 2000 | Dave Hollister    | Chicago '85... The Movie              | Modèle:Tick | Modèle:Tick    |             |
| "What Would You Do?"                         | 2001 | City High         | City High                             | Modèle:Tick | Modèle:Tick    | Modèle:Tick |
| "Caramel"                                    | 2001 | City High         | City High                             | Modèle:Tick | Modèle:Tick    | Modèle:Tick |
| "Didn't Ya"                                  | 2001 | City High         | City High                             | Modèle:Tick |                |             |
| "Best Friends"                               | 2001 | City High         | City High                             | Modèle:Tick | Modèle:Tick    | Modèle:Tick |
| "City High Anthem"                           | 2001 | City High         | City High                             | Modèle:Tick | Modèle:Tick    | Modèle:Tick |
| "Wild One"                                   | 2002 | Darius Rucker     | Back to Then                          | Modèle:Tick | Modèle:Tick    |             |
| "After the Candles Burn"                     | 2003 | Ruben Studdard    | Soulful                               | Modèle:Tick | Modèle:Tick    |             |
| "My Lady"                                    | 2004 | Kevin Lyttle      | Kevin Lyttle                          | Modèle:Tick | Modèle:Tick    |             |
| "Caught Up"                                  | 2004 | Usher             | Confessions                           | Modèle:Tick | Modèle:Tick    |             |
| "Superstar"                                  | 2004 | Usher             | Confessions                           | Modèle:Tick | Modèle:Tick    |             |
| "Follow Me"                                  | 2004 | Usher             | Confessions                           | Modèle:Tick | Modèle:Tick    |             |
| "Just Like Me"                               | 2005 | Amerie            | Touch                                 | Modèle:Tick | Modèle:Tick    |             |
| "Can't Hide from Luv" (featuring Jay-Z)      | 2005 | Mary J. Blige     | The Breakthrough                      | Modèle:Tick | Modèle:Tick    |             |
| "Father in You"                              | 2005 | Mary J. Blige     | The Breakthrough                      | Modèle:Tick | Modèle:Tick    |             |
| "Grown Man Business"                         | 2005 | Brian McKnight    | Gemini                                | Modèle:Tick | Modèle:Tick    |             |
| "Control Myself" (featuring Jennifer Lopez)  | 2006 | LL Cool J         | Todd Smith                            | Modèle:Tick | Modèle:Tick    |             |
| "Favorite Flavor" (featuring Mary J. Blige)  | 2006 | LL Cool J         | Todd Smith                            | Modèle:Tick | Modèle:Tick    |             |
| "I've Changed" (featuring Ryan Toby)         | 2006 | LL Cool J         | Todd Smith                            | Modèle:Tick | Modèle:Tick    |             |
| "Ooh Wee" (featuring Ginuwine)               | 2006 | LL Cool J         | Todd Smith                            | Modèle:Tick | Modèle:Tick    |             |
| "Down the Aisle" (featuring 112)             | 2006 | LL Cool J         | Todd Smith                            | Modèle:Tick | Modèle:Tick    |             |
| "We're Gonna Make It" (featuring Mary Mary)  | 2006 | LL Cool J         | Todd Smith                            | Modèle:Tick | Modèle:Tick    |             |
| "The Real Thing"                             | 2007 | Jill Scott        | The Real Thing-Words and Sounds Vol.3 | Modèle:Tick | Modèle:Tick    |             |
| "Beautiful"                                  | 2011 | Noel Gourdin      | Fresh: The Definition                 | Modèle:Tick |                |             |
| "Round 2"                                    | 2011 | Carl Thomas       | Conquer                               | Modèle:Tick |                |             |
| "All Bad"                                    | 2013 | Justin Bieber     | Journals                              | Modèle:Tick |                |             |
| "Pink Crush Velvet"                          | 2013 | Raheem DeVaughn   | A Place Called Love Land              | Modèle:Tick | Modèle:Tick    |             |
| "Bite the Bullet"                            | 2015 | Melanie Fiona     | Non-album single                      | Modèle:Tick | Modèle:Tick    |             |
| "I Won"                                      | 2016 | Tim Bowman Jr.    | Listen                                | Modèle:Tick |                |             |
| "Tell Me"                                    | 2016 | Usher             | Hard II Love                          | Modèle:Tick | Modèle:Tick    | Modèle:Tick |
| "Burn Slow"                                  | 2016 | Ro James          | Eldorado                              | Modèle:Tick | Modèle:Tick    |             |
| "Already Knew That"                          | 2016 | Ro James          | Eldorado                              | Modèle:Tick | Modèle:Tick    |             |
| "I'm Sorry (Interlude)"                      | 2016 | Ro James          | Eldorado                              | Modèle:Tick | Modèle:Tick    | Modèle:Tick |
| "El Dorado"                                  | 2016 | Ro James          | Eldorado                              | Modèle:Tick | Modèle:Tick    |             |
| "WWYD"                                       | 2016 | Moxie Raia        | 931 Reloaded                          | Modèle:Tick |                |             |
| "We Should Be Together"                      | 2016 | Pia Mia           | Non-album single                      | Modèle:Tick | Modèle:Tick    |             |
| "Can't Lie"                                  | 2017 | MiC LOWRY         | MOOD                                  | Modèle:Tick |                |             |
| "Sauced Up"                                  | 2017 | Fifth Harmony     | Fifth Harmony                         | Modèle:Tick | Modèle:Tick    |             |
| "Drip"                                       | 2017 | Luke James        | JOY                                   | Modèle:Tick | Modèle:Tick    |             |
| "Icarus"                                     | 2017 | RYAN TOBY         | Non-album single                      | Modèle:Tick | Modèle:Tick    | Modèle:Tick |
| "Better"                                     | 2018 | Estelle           | Non-album single                      | Modèle:Tick |                |             |
| "Big Shoes"                                  | 2018 | Empire Cast       | Non-album single                      | Modèle:Tick | Modèle:Tick    |             |
| "Repeat History"                             | 2018 | RYAN TOBY         | REPEAT HISTORY                        | Modèle:Tick | Modèle:Tick    | Modèle:Tick |
| "If U Don't Mind'"                           | 2018 | RYAN TOBY         | REPEAT HISTORY                        | Modèle:Tick | Modèle:Tick    | Modèle:Tick |
| "Ya Boyfriend"                               | 2018 | RYAN TOBY         | REPEAT HISTORY                        | Modèle:Tick | Modèle:Tick    | Modèle:Tick |
| "Mad At Me"                                  | 2018 | RYAN TOBY         | REPEAT HISTORY                        | Modèle:Tick | Modèle:Tick    | Modèle:Tick |
| "Inside"                                     | 2018 | RYAN TOBY         | REPEAT HISTORY                        | Modèle:Tick | Modèle:Tick    | Modèle:Tick |